# Eleições legislativas regionais nos Açores em 2020
As eleições legislativas regionais nos Açores em 2020 foram realizadas em 25 de outubro com o intuito de determinar a composição da Assembleia Legislativa da Região Autónoma dos Açores, renovando todos os 57 membros da assembleia.

## Partidos
Os partidos ou coligações que possuíam deputados na Assembleia Legislativa da Região Autónoma dos Açores, antes da eleição, eram os seguintes:
| Partidos | Partidos                                                                                            | Partidos   | Líder                | Ideologia                                  | Espectro               | Círculos eleitorais |
| -------- | --------------------------------------------------------------------------------------------------- | ---------- | -------------------- | ------------------------------------------ | ---------------------- | ------------------- |
|          | Partido Socialista                                                                                  | PS         | Vasco Cordeiro       | Social-democracia                          | Centro-esquerda        | Todos               |
|          | Partido Social Democrata                                                                            | PPD/PSD    | José Manuel Bolieiro | Liberalismo social Conservadorismo liberal | Centro-direita         | Todos               |
|          | CDS – Partido Popular                                                                               | CDS–PP     | Artur Lima           | Democracia cristã Conservadorismo          | Centro-direita/Direita | Todos, exceto Corvo |
|          | Bloco de Esquerda                                                                                   | B.E.       | António Lima         | Socialismo democrático                     | Esquerda               | Todos               |
|          | CDU – Coligação Democrática Unitária - Partido Comunista Português - Partido Ecologista "Os Verdes" | PCP–PEV    | João Corvelo         | Comunismo Ecossocialismo                   | Esquerda               | Todos               |
|          | Partido Popular Monárquico                                                                          | PPM        | Paulo Estêvão        | Monarquismo Agrarianismo                   | Direita                | Todos, exceto Corvo |
|          | Mais Corvo - Partido Popular Monárquico - CDS – Partido Popular                                     | PPM.CDS–PP | Paulo Estêvão        | Monarquismo Conservadorismo                | Direita                | Corvo               |

Restantes forças políticas que contestaram a eleição:
| Partidos | Partidos                                        | Partidos  | Líder               | Ideologia                                    | Espectro                 | Círculos eleitorais                          |
| -------- | ----------------------------------------------- | --------- | ------------------- | -------------------------------------------- | ------------------------ | -------------------------------------------- |
|          | Pessoas–Animais–Natureza                        | PAN       | Pedro Neves         | Ambientalismo                                | Sincrético               | Todos, exceto Corvo, Graciosa e Santa Maria. |
|          | Partido da Terra                                | MPT       | Pedro Pimenta       | Ecocapitalismo Liberalismo social            | Centro-direita           | Todos, exceto Corvo, São Jorge e Flores.     |
|          | Partido Comunista dos Trabalhadores Portugueses | PCTP/MRPP | José Afonso Loures  | Comunismo Maoísmo                            | Extrema-esquerda         | São Miguel                                   |
|          | Livre                                           | L         | José Manuel Azevedo | Europeísmo Ecossocialismo                    | Centro-esquerda/Esquerda | São Miguel e Terceira                        |
|          | Aliança                                         | A         | Paulo Silva         | Conservadorismo fiscal Liberalismo económico | Centro-direita           | São Miguel e Terceira                        |
|          | Chega                                           | CH        | Carlos Furtado      | Nacionalismo Português Populismo de direita  | Direita/Extrema-direita  | Todos, exceto Corvo e Flores                 |
|          | Iniciativa Liberal                              | IL        | Nuno Barata         | Liberalismo clássico Liberalismo económico   | Centro-direita           | São Miguel e Terceira                        |

## Sistema eleitoral
O parlamento regional dos Açores elege 57 membros através de um sistema proporcional no qual às nove ilhas é atribuído um número de deputados proporcional ao número de eleitores registados. O membros da assembleia são alocados usando o método D'Hondt. Cinco membros também são eleitos para um círculo eleitoral de compensação. A seguinte tabela contém o número de deputados que cada círculo eleitoral podia eleger:
| Círculo eleitoral | Total de deputados | Eleitores |
| ----------------- | ------------------ | --------- |
| Corvo             | 2                  | 337       |
| Faial             | 4                  | 13 019    |
| Flores            | 3                  | 3 119     |
| Graciosa          | 3                  | 3 936     |
| Pico              | 4                  | 13 613    |
| Santa Maria       | 3                  | 5 393     |
| São Jorge         | 3                  | 8 710     |
| São Miguel        | 20                 | 127 947   |
| Terceira          | 10                 | 52 498    |
| Compensação       | 5                  |           |
| Total             | 57                 | 228 572   |

## Debates

### Debates entre cabeças de lista por círculo eleitoral
Os debates entre partidos foram transmitidos pela RTP Açores no programa Eleições Regionais 2020 – Debate Ilhas.
| Debates entre cabeças de lista por círculo eleitoral | Debates entre cabeças de lista por círculo eleitoral | Debates entre cabeças de lista por círculo eleitoral | Debates entre cabeças de lista por círculo eleitoral | Debates entre cabeças de lista por círculo eleitoral | Debates entre cabeças de lista por círculo eleitoral | Debates entre cabeças de lista por círculo eleitoral        | Debates entre cabeças de lista por círculo eleitoral | Debates entre cabeças de lista por círculo eleitoral | Debates entre cabeças de lista por círculo eleitoral | Debates entre cabeças de lista por círculo eleitoral | Debates entre cabeças de lista por círculo eleitoral | Debates entre cabeças de lista por círculo eleitoral | Debates entre cabeças de lista por círculo eleitoral | Debates entre cabeças de lista por círculo eleitoral | Debates entre cabeças de lista por círculo eleitoral | Debates entre cabeças de lista por círculo eleitoral | Debates entre cabeças de lista por círculo eleitoral | Debates entre cabeças de lista por círculo eleitoral |  |  |  |  |  |   |
| Data                                                 | Localização                                          | Emissora                                             | Moderador(es)                                        | Ilha                                                 | Nome Presente A Ausente N Não Convidado              | Nome Presente A Ausente N Não Convidado                     | Nome Presente A Ausente N Não Convidado              | Nome Presente A Ausente N Não Convidado              | Nome Presente A Ausente N Não Convidado              | Nome Presente A Ausente N Não Convidado              | Nome Presente A Ausente N Não Convidado              | Nome Presente A Ausente N Não Convidado              | Nome Presente A Ausente N Não Convidado              | Nome Presente A Ausente N Não Convidado              | Nome Presente A Ausente N Não Convidado              | Nome Presente A Ausente N Não Convidado              | Nome Presente A Ausente N Não Convidado              | Refs                                                 |  |  |  |  |  |   |
| Data                                                 | Localização                                          | Emissora                                             | Moderador(es)                                        | Ilha                                                 | PS                                                   | PPD/PSD                                                     | CDS–PP                                               | B.E.                                                 | PCP–PEV                                              | PPM                                                  | PAN                                                  | MPT                                                  | PCTP/ MRPP                                           | L                                                    | A                                                    | CH                                                   | IL                                                   | Refs                                                 |  |  |  |  |  |   |
| ---------------------------------------------------- | ---------------------------------------------------- | ---------------------------------------------------- | ---------------------------------------------------- | ---------------------------------------------------- | ---------------------------------------------------- | ----------------------------------------------------------- | ---------------------------------------------------- | ---------------------------------------------------- | ---------------------------------------------------- | ---------------------------------------------------- | ---------------------------------------------------- | ---------------------------------------------------- | ---------------------------------------------------- | ---------------------------------------------------- | ---------------------------------------------------- | ---------------------------------------------------- | ---------------------------------------------------- | ---------------------------------------------------- |  |  |  |  |  | - |
| Data                                                 | Localização                                          | Emissora                                             | Moderador(es)                                        | Ilha                                                 | 21 de setembro                                       | Arquipélago - Centro de Artes Contemporânea, Ribeira Grande | RTP Açores                                           | Herberto Gomes                                       | Corvo                                                | Nunes                                                | Pimentel                                             | [ 11 ]                                               | A                                                    | Varela                                               | Estevão                                              |                                                      |                                                      | Refs                                                 |  |  |  |  |  | . |
| 22 de setembro                                       | Flores                                               | Eduardo                                              | Belo                                                 | Alves                                                | Tenente                                              | Arquipélago - Centro de Artes Contemporânea, Ribeira Grande | RTP Açores                                           | Herberto Gomes                                       | A                                                    | Alves                                                | A                                                    |                                                      |                                                      |                                                      |                                                      |                                                      |                                                      |                                                      |  |  |  |  |  | . |
| 23 de setembro                                       | Graciosa                                             | Ávila                                                | Costa                                                | Melo                                                 | Araújo                                               | Arquipélago - Centro de Artes Contemporânea, Ribeira Grande | RTP Açores                                           | Herberto Gomes                                       | A                                                    | Picanço                                              |                                                      | A                                                    |                                                      |                                                      |                                                      | Pires                                                |                                                      |                                                      |  |  |  |  |  | . |
| 24 de setembro                                       | Santa Maria                                          | Chaves                                               | Sousa                                                | Silva                                                | Amaral                                               | Arquipélago - Centro de Artes Contemporânea, Ribeira Grande | RTP Açores                                           | Herberto Gomes                                       | Correia                                              | Pinto                                                |                                                      | A                                                    |                                                      |                                                      |                                                      | Martins                                              |                                                      |                                                      |  |  |  |  |  | . |
| 25 de setembro                                       | São Jorge                                            | Teixeira                                             | Silveira                                             | Cabeceiras                                           | Fontes                                               | Arquipélago - Centro de Artes Contemporânea, Ribeira Grande | RTP Açores                                           | Herberto Gomes                                       | Peçanha                                              | Furtado                                              | A                                                    |                                                      |                                                      |                                                      |                                                      | Mendonça                                             |                                                      |                                                      |  |  |  |  |  | . |
| 26 de setembro                                       | Faial                                                | Luís                                                 | Ferreira                                             | Martins                                              | Ribeiro                                              | Arquipélago - Centro de Artes Contemporânea, Ribeira Grande | RTP Açores                                           | Herberto Gomes                                       | Decq Mota                                            | A                                                    | A                                                    | A                                                    |                                                      |                                                      |                                                      | Morais                                               |                                                      |                                                      |  |  |  |  |  | . |
| 27 de setembro                                       | Pico                                                 | Costa                                                | Costa                                                | Cardoso                                              | Carreira                                             | Arquipélago - Centro de Artes Contemporânea, Ribeira Grande | RTP Açores                                           | Herberto Gomes                                       | A                                                    | A                                                    | A                                                    | A                                                    |                                                      |                                                      |                                                      | Coelho                                               |                                                      |                                                      |  |  |  |  |  | . |
| 28 de setembro                                       | Terceira                                             | Ávila                                                | Espínola                                             | Lima                                                 | Manes                                                | Arquipélago - Centro de Artes Contemporânea, Ribeira Grande | RTP Açores                                           | Herberto Gomes                                       | Fonseca                                              | Dentinho                                             | Pimentel                                             |                                                      |                                                      | Rolo                                                 | Silva                                                | Lima                                                 | Luís Parreira                                        |                                                      |  |  |  |  |  | . |
| 29 de setembro                                       | São Miguel                                           | César                                                | Nascimento Cabral                                    | Gomes                                                | Pires                                                | Arquipélago - Centro de Artes Contemporânea, Ribeira Grande | RTP Açores                                           | Herberto Gomes                                       | Teixeira                                             | Margato                                              | Neves                                                | A                                                    | Leite Pacheco                                        | Azevedo                                              | Fernandes                                            | Augusto Furtado                                      | Barata                                               |                                                      |  |  |  |  |  | . |

## Resultados oficiais
| Partido   | Partido Socialista | Partido Social Democrata | CDS – Partido Popular | Chega          | Bloco de Esquerda | Partido Popular Monárquico | Iniciativa Liberal | Pessoas–Animais–Natureza |
| Partido   |                    |                          |                       |                |                   |                            |                    |                          |
| Líder     | Vasco Cordeiro     | José Manuel Bolieiro     | Artur Lima            | Carlos Furtado | António Lima      | Paulo Estêvão              | Nuno Barata        | Pedro Neves              |
| Líder     |                    |                          |                       |                |                   |                            |                    |                          |
| Votos     | 40 701 (39,13%)    | 35 091 (33,74%)          | 5 734 (5,51%)         | 5 260 (5,06%)  | 3 962 (3,81%)     | 2 431 (2,34%)              | 2 012 (1,93%)      | 2 004 (1,93%)            |
| Votos     |                    |                          |                       |                |                   |                            |                    |                          |
| Deputados | 25 (43.8%)         | 21 (36.8%)               | 3 (5.2%)              | 2 (3.5%)       | 2 (1.8%)          | 1 (1.8%)                   | 1 (1.8%)           | 1 (1.8%)                 |
| Deputados |                    |                          |                       |                |                   |                            |                    |                          |

| Partido                                                     | Partido                                         | Votos   | %               | +/-  | Deputados | +/-     |
| ----------------------------------------------------------- | ----------------------------------------------- | ------- | --------------- | ---- | --------- | ------- |
|                                                             | Partido Socialista                              | 40 701  | 39,13 / 100,00  | 7,33 | 25 / 57   | 5       |
|                                                             | Partido Social Democrata                        | 35 091  | 33,74 / 100,00  | 2,85 | 21 / 57   | 2       |
|                                                             | CDS – Partido Popular                           | 5 734   | 5,51 / 100,00   | 1,65 | 3 / 57    | 1       |
|                                                             | Chega                                           | 5 260   | 5,06 / 100,00   | Novo | 2 / 57    | Novo    |
|                                                             | Bloco de Esquerda                               | 3 962   | 3,81 / 100,00   | 0,15 | 2 / 57    | Estável |
|                                                             | Partido Popular Monárquico                      | 2 431   | 2,34 / 100,00   | 1,41 | 1 / 57    | Estável |
|                                                             | Iniciativa Liberal                              | 2 012   | 1,93 / 100,00   | Novo | 1 / 57    | Novo    |
|                                                             | Pessoas–Animais–Natureza                        | 2 004   | 1,93 / 100,00   | 0,50 | 1 / 57    | 1       |
|                                                             | CDU – Coligação Democrática Unitária (a)        | 1 745   | 1,68 / 100,00   | 0,93 | 0 / 57    | 1       |
|                                                             | Aliança                                         | 422     | 0,41 / 100,00   | Novo | 0 / 57    | Novo    |
|                                                             | Livre                                           | 362     | 0,35 / 100,00   | 0,11 | 0 / 57    | Estável |
|                                                             | Partido da Terra                                | 157     | 0,15 / 100,00   | 0,20 | 0 / 57    | Estável |
|                                                             | Partido Comunista dos Trabalhadores Portugueses | 144     | 0,14 / 100,00   | 0,18 | 0 / 57    | Estável |
|                                                             | Mais Corvo (b)                                  | 115     | 0,11 / 100,00   | Novo | 1 / 57    | Novo    |
| Votos inválidos                                             | Votos inválidos                                 | 3 869   | 3,72 / 100,00   | 1,59 |           |         |
| Total                                                       | Total                                           | 104 009 | 100,00 / 100,00 |      | 57 / 57   |         |
| Eleitorado/Participação                                     | Eleitorado/Participação                         | 228 572 | 45,42 / 100,00  | 4,58 |           |         |
| (a) Coligação eleitoral permanente entre PCP e PEV.         |                                                 |         |                 |      |           |         |
| (b) Coligação eleitoral ad hoc entre PPM e CDS–PP no Corvo. |                                                 |         |                 |      |           |         |

## Distribuição por círculo eleitoral

Partido mais votado por ilha: PS; PPD/PSD; PPM.CDS–PP

A seguinte tabela contém os resultados obtidos pelos partidos ou coligações que tiveram pelo menos 1% dos votos expressos a nível regional.
| Círculo eleitoral/Ilha | %     | D  | %       | D       | %      | D      | %    | D  | %     | D    | %     | D   | %    | D  | %    | D   | %       | D       | %          | D          | Deputados | Votantes |
| Círculo eleitoral/Ilha | PS    | PS | PPD/PSD | PPD/PSD | CDS–PP | CDS–PP | CH   | CH | B.E.  | B.E. | PPM   | PPM | IL   | IL | PAN  | PAN | PCP–PEV | PCP–PEV | PPM.CDS–PP | PPM.CDS–PP | Deputados | Votantes |
| ---------------------- | ----- | -- | ------- | ------- | ------ | ------ | ---- | -- | ----- | ---- | ----- | --- | ---- | -- | ---- | --- | ------- | ------- | ---------- | ---------- | --------- | -------- |
| Corvo                  | 35,19 | 1  | 22,30   | -       | -      | -      | -    | -  | 0,00  | -    | -     | -   | -    | -  | -    | -   | 0,70    | -       | 40,07      | 1          | 2         | 287      |
| Faial                  | 30,31 | 2  | 41,04   | 2       | 5,99   | -      | 2,95 | -  | 3,60  | -    | 2,62  | -   | -    | -  | 1,52 | -   | 8,72    | -       | -          | -          | 4         | 7 050    |
| Flores                 | 30,04 | 1  | 28,27   | 1       | 11,65  | -      | -    | -  | 3,85  | -    | 18,24 | 1   | -    | -  | 1,37 | -   | 3,19    | -       | -          | -          | 3         | 1 974    |
| Graciosa               | 47,43 | 2  | 41,62   | 1       | 1,26   | -      | 1,54 | -  | 1,11  | -    | 3,52  | -   | -    | -  | -    | -   | 0,20    | -       | -          | -          | 3         | 2 530    |
| Pico                   | 44,83 | 2  | 36,48   | 2       | 4,46   | -      | 3,63 | -  | 1,92  | -    | 0,58  | -   | -    | -  | 1,46 | -   | 1,52    | -       | -          | -          | 4         | 6 776    |
| Santa Maria            | 43,95 | 2  | 23,27   | 1       | 1,21   | -      | 1,38 | -  | 11,55 | -    | 12,60 | -   | -    | -  | -    | -   | 1,84    | -       | -          | -          | 3         | 2 389    |
| São Jorge              | 32,02 | 1  | 18,44   | 1       | 31,63  | 1      | 9,09 | -  | 1,94  | -    | 1,51  | -   | -    | -  | 0,37 | -   | 2,61    | -       | -          | -          | 3         | 4 907    |
| São Miguel             | 38,98 | 9  | 36,64   | 9       | 1,55   | -      | 5,51 | 1  | 4,34  | 1    | 2,23  | -   | 2,45 | -  | 2,58 | -   | 0,93    | -       | -          | -          | 20        | 53 395   |
| Terceira               | 41,29 | 5  | 28,45   | 4       | 9,47   | 1      | 5,37 | -  | 3,17  | -    | 0,79  | -   | 2,86 | -  | 1,53 | -   | 1,17    | -       | -          | -          | 10        | 24 701   |
| Compensação            | -     | 0  | -       | 0       | -      | 1      | -    | 1  | -     | 1    | -     | 0   | -    | 1  | -    | 1   | -       | 0       | -          | 0          | 5         | -        |
| Açores                 | 39,13 | 25 | 33,74   | 21      | 5,51   | 3      | 5,06 | 2  | 3,81  | 2    | 2,34  | 1   | 1,93 | 1  | 1,93 | 1   | 1,68    | -       | 0,11       | 1          | 57        | 104 009  |

## Tabela de resultados por concelho

Partido mais votado por concelho: PS; PPD/PSD; CDS–PP; PPM.CDS–PP

A seguinte tabela contém os resultados obtidos pelos partidos que tiveram pelo menos 1% dos votos expressos a nível regional:
| Concelhos              | %     | %       | %      | %     | %     | %     | %    | %    | %       | %          | Votantes |
| Concelhos              | PS    | PPD/PSD | CDS–PP | CH    | B.E.  | PPM   | IL   | PAN  | PCP–PEV | PPM.CDS–PP | Votantes |
| ---------------------- | ----- | ------- | ------ | ----- | ----- | ----- | ---- | ---- | ------- | ---------- | -------- |
| Angra do Heroísmo      | 41,29 | 27,49   | 9,40   | 5,27  | 3,64  | 0,90  | 3,05 | 1,64 | 1,32    | -          | 16 417   |
| Calheta                | 37,63 | 19,90   | 19,79  | 13,35 | 2,68  | 0,67  | -    | 0,36 | 3,09    | -          | 1 940    |
| Corvo                  | 35,19 | 22,30   | -      | -     | 0,00  | -     | -    | -    | 0,70    | 40,07      | 287      |
| Horta                  | 30,31 | 41,04   | 5,99   | 2,95  | 3,60  | 2,62  | -    | 1,52 | 8,72    | -          | 7 050    |
| Lagoa                  | 47,37 | 24,95   | 1,32   | 9,18  | 3,41  | 3,26  | 2,61 | 2,63 | 0,57    | -          | 5 066    |
| Lajes das Flores       | 33,61 | 28,55   | 7,40   | -     | 6,23  | 15,63 | -    | 1,41 | 2,35    | -          | 851      |
| Lajes do Pico          | 47,36 | 35,12   | 6,31   | 1,57  | 2,07  | 0,55  | -    | 0,80 | 1,99    | -          | 2 363    |
| Madalena               | 41,78 | 39,63   | 3,28   | 3,49  | 1,83  | 0,63  | -    | 1,69 | 1,38    | -          | 2 836    |
| Nordeste               | 40,30 | 46,28   | 1,47   | 3,72  | 1,36  | 1,16  | 0,27 | 1,36 | 0,58    | -          | 2 578    |
| Praia da Vitória       | 41,28 | 30,36   | 9,61   | 5,58  | 2,23  | 0,56  | 2,49 | 1,29 | 0,88    | -          | 8 284    |
| Ponta Delgada          | 35,95 | 37,25   | 1,85   | 5,12  | 5,26  | 2,21  | 3,56 | 2,81 | 1,13    | -          | 27 155   |
| Povoação               | 48,07 | 35,25   | 0,85   | 3,26  | 3,82  | 0,59  | 0,49 | 2,02 | 0,46    | -          | 3 064    |
| Ribeira Grande         | 36,76 | 40,47   | 1,25   | 5,45  | 3,92  | 2,72  | 1,28 | 2,47 | 0,85    | -          | 11 680   |
| Santa Cruz da Graciosa | 47,43 | 41,62   | 1,26   | 1,54  | 1,11  | 3,52  | -    | -    | 0,20    | -          | 2 530    |
| Santa Cruz das Flores  | 27,34 | 28,05   | 14,87  | -     | 2,05  | 20,21 | -    | 1,34 | 3,83    | -          | 1 123    |
| São Roque do Pico      | 46,54 | 32,85   | 3,80   | 6,98  | 1,84  | 0,51  | -    | 2,03 | 1,08    | -          | 1 577    |
| Velas                  | 28,35 | 17,49   | 39,37  | 6,30  | 1,45  | 2,06  | -    | 0,37 | 2,29    | -          | 2 967    |
| Vila do Porto          | 43,95 | 23,27   | 1,21   | 1,38  | 11,55 | 12,60 | -    | -    | 1,84    | -          | 2 389    |
| Vila Franca do Campo   | 47,90 | 30,74   | 1,22   | 7,09  | 2,86  | 1,51  | 0,93 | 2,44 | 0,83    | -          | 3 852    |
| Açores                 | 39,13 | 33,74   | 5,51   | 5,06  | 3,81  | 2,34  | 1,93 | 1,93 | 1,68    | 0,11       | 104 009  |

## Tabela de resultados

### Corvo
| Partido                 | Partido                              | Votos | %               | +/-  | Deputados | +/-     |
| ----------------------- | ------------------------------------ | ----- | --------------- | ---- | --------- | ------- |
|                         | Mais Corvo                           | 115   | 40,07 / 100,00  | 8,04 | 1 / 2     | Estável |
|                         | Partido Socialista                   | 101   | 35,19 / 100,00  | 1,53 | 1 / 2     | Estável |
|                         | Partido Social Democrata             | 64    | 22,30 / 100,00  | 3,87 | 0 / 2     | Estável |
|                         | CDU – Coligação Democrática Unitária | 2     | 0,70 / 100,00   | 0,86 | 0 / 2     | Estável |
|                         | Bloco de Esquerda                    | 0     | 0,00 / 100,00   | 0,39 | 0 / 2     | Estável |
| Votos inválidos         | Votos inválidos                      | 5     | 1,74 / 100,00   | 0,60 |           |         |
| Total                   | Total                                | 287   | 100,00 / 100,00 |      | 2 / 2     |         |
| Eleitorado/Participação | Eleitorado/Participação              | 337   | 85,16 / 100,00  | 8,51 |           |         |

### Faial
| Partido                 | Partido                              | Votos  | %               | +/-  | Deputados | +/-     |
| ----------------------- | ------------------------------------ | ------ | --------------- | ---- | --------- | ------- |
|                         | Partido Social Democrata             | 2 893  | 41,04 / 100,00  | 0,11 | 2 / 4     | Estável |
|                         | Partido Socialista                   | 2 137  | 30,31 / 100,00  | 2,25 | 2 / 4     | Estável |
|                         | CDU – Coligação Democrática Unitária | 615    | 8,72 / 100,00   | 4,16 | 0 / 4     | Estável |
|                         | CDS – Partido Popular                | 422    | 5,99 / 100,00   | 0,54 | 0 / 4     | Estável |
|                         | Bloco de Esquerda                    | 254    | 3,60 / 100,00   | 3,84 | 0 / 4     | Estável |
|                         | Chega                                | 208    | 2,95 / 100,00   | Novo | 0 / 4     | Novo    |
|                         | Partido Popular Monárquico           | 185    | 2,62 / 100,00   | 1,15 | 0 / 4     | Estável |
|                         | Pessoas–Animais–Natureza             | 107    | 1,52 / 100,00   | 0,33 | 0 / 4     | Estável |
|                         | Partido da Terra                     | 7      | 0,10 / 100,00   | 0,33 | 0 / 4     | Estável |
| Votos inválidos         | Votos inválidos                      | 222    | 3,15 / 100,00   | 0,83 |           |         |
| Total                   | Total                                | 7 050  | 100,00 / 100,00 |      | 4 / 4     |         |
| Eleitorado/Participação | Eleitorado/Participação              | 13 037 | 54,08 / 100,00  | 3,75 |           |         |

### Flores
| Partido                 | Partido                              | Votos | %               | +/-   | Deputados | +/-     |
| ----------------------- | ------------------------------------ | ----- | --------------- | ----- | --------- | ------- |
|                         | Partido Socialista                   | 593   | 30,04 / 100,00  | 6,34  | 1 / 3     | Estável |
|                         | Partido Social Democrata             | 558   | 28,27 / 100,00  | 7,25  | 1 / 3     | Estável |
|                         | Partido Popular Monárquico           | 360   | 18,24 / 100,00  | -     | 1 / 3     | 1       |
|                         | CDS – Partido Popular                | 230   | 11,65 / 100,00  | 5,36  | 0 / 3     | Estável |
|                         | Bloco de Esquerda                    | 76    | 3,85 / 100,00   | 2,54  | 0 / 3     | Estável |
|                         | CDU – Coligação Democrática Unitária | 63    | 3,19 / 100,00   | 29,28 | 0 / 3     | 1       |
|                         | Pessoas–Animais–Natureza             | 27    | 1,37 / 100,00   | 0,97  | 0 / 3     | Estável |
| Votos inválidos         | Votos inválidos                      | 67    | 3,39 / 100,00   | 0,48  |           |         |
| Total                   | Total                                | 1 974 | 100,00 / 100,00 |       | 3 / 3     |         |
| Eleitorado/Participação | Eleitorado/Participação              | 3 120 | 63,27 / 100,00  | 0,06  |           |         |

### Graciosa
| Partido                 | Partido                              | Votos | %               | +/-  | Deputados | +/-     |
| ----------------------- | ------------------------------------ | ----- | --------------- | ---- | --------- | ------- |
|                         | Partido Socialista                   | 1 200 | 47,43 / 100,00  | 7,12 | 2 / 3     | Estável |
|                         | Partido Social Democrata             | 1 053 | 41,62 / 100,00  | 4,90 | 1 / 3     | Estável |
|                         | Partido Popular Monárquico           | 89    | 3,52 / 100,00   | 3,07 | 0 / 3     | Estável |
|                         | Chega                                | 39    | 1,54 / 100,00   | Novo | 0 / 3     | Novo    |
|                         | CDS – Partido Popular                | 32    | 1,26 / 100,00   | 0,48 | 0 / 3     | Estável |
|                         | Bloco de Esquerda                    | 28    | 1,11 / 100,00   | 0,01 | 0 / 3     | Estável |
|                         | Partido da Terra                     | 6     | 0,24 / 100,00   | 0,16 | 0 / 3     | Estável |
|                         | CDU – Coligação Democrática Unitária | 5     | 0,20 / 100,00   | 0,25 | 0 / 3     | Estável |
| Votos inválidos         | Votos inválidos                      | 78    | 3,08 / 100,00   | 1,43 |           |         |
| Total                   | Total                                | 2 530 | 100,00 / 100,00 |      | 3 / 3     |         |
| Eleitorado/Participação | Eleitorado/Participação              | 3 933 | 64,33 / 100,00  | 9,45 |           |         |

### Pico
| Partido                 | Partido                              | Votos  | %               | +/-  | Deputados | +/-     |
| ----------------------- | ------------------------------------ | ------ | --------------- | ---- | --------- | ------- |
|                         | Partido Socialista                   | 3 038  | 44,83 / 100,00  | 5,31 | 2 / 4     | Estável |
|                         | Partido Social Democrata             | 2 472  | 36,48 / 100,00  | 1,32 | 2 / 4     | Estável |
|                         | CDS – Partido Popular                | 302    | 4,46 / 100,00   | 9,59 | 0 / 4     | Estável |
|                         | Chega                                | 246    | 3,63 / 100,00   | Novo | 0 / 4     | Novo    |
|                         | Bloco de Esquerda                    | 130    | 1,92 / 100,00   | 0,79 | 0 / 4     | Estável |
|                         | CDU – Coligação Democrática Unitária | 103    | 1,52 / 100,00   | 0,01 | 0 / 4     | Estável |
|                         | Pessoas–Animais–Natureza             | 99     | 1,46 / 100,00   | 0,85 | 0 / 4     | Estável |
|                         | Partido Popular Monárquico           | 39     | 0,58 / 100,00   | 0,22 | 0 / 4     | Estável |
|                         | Partido da Terra                     | 4      | 0,06 / 100,00   | 0,10 | 0 / 4     | Estável |
| Votos inválidos         | Votos inválidos                      | 343    | 5,06 / 100,00   | 0,86 |           |         |
| Total                   | Total                                | 6 776  | 100,00 / 100,00 |      | 4 / 4     |         |
| Eleitorado/Participação | Eleitorado/Participação              | 13 622 | 49,74 / 100,00  | 0,09 |           |         |

### Santa Maria
| Partido                 | Partido                              | Votos | %               | +/-   | Deputados | +/-     |
| ----------------------- | ------------------------------------ | ----- | --------------- | ----- | --------- | ------- |
|                         | Partido Socialista                   | 1 050 | 43,95 / 100,00  | 6,32  | 2 / 3     | Estável |
|                         | Partido Social Democrata             | 556   | 23,27 / 100,00  | 5,81  | 1 / 3     | Estável |
|                         | Partido Popular Monárquico           | 301   | 12,60 / 100,00  | 12,05 | 0 / 3     | Estável |
|                         | Bloco de Esquerda                    | 276   | 11,55 / 100,00  | 7,13  | 0 / 3     | Estável |
|                         | CDU – Coligação Democrática Unitária | 44    | 1,84 / 100,00   | 6,41  | 0 / 3     | Estável |
|                         | Chega                                | 33    | 1,38 / 100,00   | Novo  | 0 / 3     | Novo    |
|                         | CDS – Partido Popular                | 29    | 1,21 / 100,00   | 0,61  | 0 / 3     | Estável |
|                         | Partido da Terra                     | 10    | 0,42 / 100,00   | 0,15  | 0 / 3     | Estável |
| Votos inválidos         | Votos inválidos                      | 90    | 3,77 / 100,00   | 0,33  |           |         |
| Total                   | Total                                | 2 389 | 100,00 / 100,00 |       | 3 / 3     |         |
| Eleitorado/Participação | Eleitorado/Participação              | 5 402 | 44,22 / 100,00  | 4,28  |           |         |

### São Jorge
| Partido                 | Partido                              | Votos | %               | +/-  | Deputados | +/-     |
| ----------------------- | ------------------------------------ | ----- | --------------- | ---- | --------- | ------- |
|                         | Partido Socialista                   | 1 571 | 32,02 / 100,00  | 7,52 | 1 / 3     | Estável |
|                         | CDS – Partido Popular                | 1 552 | 31,63 / 100,00  | 5,34 | 1 / 3     | Estável |
|                         | Partido Social Democrata             | 905   | 18,44 / 100,00  | 2,96 | 1 / 3     | Estável |
|                         | Chega                                | 446   | 9,09 / 100,00   | Novo | 0 / 3     | Novo    |
|                         | CDU – Coligação Democrática Unitária | 128   | 2,61 / 100,00   | 0,39 | 0 / 3     | Estável |
|                         | Bloco de Esquerda                    | 95    | 1,94 / 100,00   | 0,84 | 0 / 3     | Estável |
|                         | Partido Popular Monárquico           | 74    | 1,51 / 100,00   | 0,83 | 0 / 3     | Estável |
|                         | Pessoas–Animais–Natureza             | 18    | 0,37 / 100,00   | 0,29 | 0 / 3     | Estável |
| Votos inválidos         | Votos inválidos                      | 118   | 2,40 / 100,00   | 2,48 |           |         |
| Total                   | Total                                | 4 907 | 100,00 / 100,00 |      | 3 / 3     |         |
| Eleitorado/Participação | Eleitorado/Participação              | 8 716 | 56,30 / 100,00  | 3,93 |           |         |

### São Miguel
| Partido                 | Partido                                         | Votos   | %               | +/-   | Deputados | +/-     |
| ----------------------- | ----------------------------------------------- | ------- | --------------- | ----- | --------- | ------- |
|                         | Partido Socialista                              | 20 812  | 38,98 / 100,00  | 10,26 | 9 / 20    | 3       |
|                         | Partido Social Democrata                        | 19 562  | 36,64 / 100,00  | 6,03  | 9 / 20    | 2       |
|                         | Chega                                           | 2 961   | 5,55 / 100,00   | Novo  | 1 / 20    | Novo    |
|                         | Bloco de Esquerda                               | 2 320   | 4,34 / 100,00   | 0,16  | 1 / 20    | Estável |
|                         | Pessoas–Animais–Natureza                        | 1 376   | 2,58 / 100,00   | 0,64  | 0 / 20    | Estável |
|                         | Iniciativa Liberal                              | 1 306   | 2,45 / 100,00   | Novo  | 0 / 20    | Novo    |
|                         | Partido Popular Monárquico                      | 1 189   | 2,23 / 100,00   | 1,08  | 0 / 20    | Estável |
|                         | CDS – Partido Popular                           | 827     | 1,55 / 100,00   | 1,66  | 0 / 20    | Estável |
|                         | CDU – Coligação Democrática Unitária            | 495     | 0,93 / 100,00   | 0,60  | 0 / 20    | Estável |
|                         | Livre                                           | 265     | 0,50 / 100,00   | 0,06  | 0 / 20    | Estável |
|                         | Aliança                                         | 215     | 0,40 / 100,00   | Novo  | 0 / 20    | Novo    |
|                         | Partido Comunista dos Trabalhadores Portugueses | 144     | 0,27 / 100,00   | 0,07  | 0 / 20    | Estável |
|                         | Partido da Terra                                | 130     | 0,24 / 100,00   | 0,27  | 0 / 20    | Estável |
| Votos inválidos         | Votos inválidos                                 | 1 793   | 3,36 / 100,00   | 2,28  |           |         |
| Total                   | Total                                           | 53 395  | 100,00 / 100,00 |       | 20 / 20   |         |
| Eleitorado/Participação | Eleitorado/Participação                         | 128 251 | 41,63 / 100,00  | 4,69  |           |         |

### Terceira
| Partido                 | Partido                              | Votos  | %               | +/-  | Deputados | +/-     |
| ----------------------- | ------------------------------------ | ------ | --------------- | ---- | --------- | ------- |
|                         | Partido Socialista                   | 10 199 | 41,29 / 100,00  | 7,75 | 5 / 10    | 1       |
|                         | Partido Social Democrata             | 7 028  | 28,45 / 100,00  | 0,31 | 4 / 10    | 1       |
|                         | CDS – Partido Popular                | 2 340  | 9,47 / 100,00   | 0,66 | 1 / 10    | Estável |
|                         | Chega                                | 1 327  | 5,37 / 100,00   | Novo | 0 / 10    | Novo    |
|                         | Bloco de Esquerda                    | 783    | 3,17 / 100,00   | 0,06 | 0 / 10    | Estável |
|                         | Iniciativa Liberal                   | 706    | 2,86 / 100,00   | Novo | 0 / 10    | Novo    |
|                         | Pessoas–Animais–Natureza             | 377    | 1,53 / 100,00   | 0,42 | 0 / 10    | Estável |
|                         | CDU – Coligação Democrática Unitária | 290    | 1,17 / 100,00   | 0,34 | 0 / 10    | Estável |
|                         | Aliança                              | 207    | 0,84 / 100,00   | Novo | 0 / 10    | Novo    |
|                         | Partido Popular Monárquico           | 194    | 0,79 / 100,00   | 0,47 | 0 / 10    | Estável |
|                         | Livre                                | 97     | 0,39 / 100,00   | -    | 0 / 10    | -       |
| Votos inválidos         | Votos inválidos                      | 1 153  | 4,67 / 100,00   | 0,83 |           |         |
| Total                   | Total                                | 24 701 | 100,00 / 100,00 |      | 10 / 10   |         |
| Eleitorado/Participação | Eleitorado/Participação              | 52 584 | 46,97 / 100,00  | 5,87 |           |         |

### Compensação
| Partido | Partido                              | Deputados | +/-     |
| ------- | ------------------------------------ | --------- | ------- |
|         | Chega                                | 1 / 5     | Novo    |
|         | Iniciativa Liberal                   | 1 / 5     | Novo    |
|         | Pessoas–Animais–Natureza             | 1 / 5     | 1       |
|         | Bloco de Esquerda                    | 1 / 5     | Estável |
|         | CDS – Partido Popular                | 1 / 5     | 1       |
|         | Partido Social Democrata             | 0 / 5     | 1       |
|         | Partido Socialista                   | 0 / 5     | 1       |
|         | Partido Popular Monárquico           | 0 / 5     | Estável |
|         | CDU – Coligação Democrática Unitária | 0 / 5     | Estável |
|         | Aliança                              | 0 / 5     | Novo    |
|         | Livre                                | 0 / 5     | Estável |
|         | Partido da Terra                     | 0 / 5     | Estável |